# Synagoga w Wersalu
Synagoga w Wersalu – zabytkowa synagoga w Wersalu przy ulicy Joly. Została wzniesiona w latach 1884-1886 według projektu Alfreda Aldrophe'a (projektanta m.in. Wielkiej Synagogi w Paryżu).
Synagoga w momencie powstania była synagogą aszkenazyjską, obecnie panuje w niej ryt sefaradyjski, a większość członków gminy żydowskiej pochodzi z terenów Maroka. Budowę synagogi całkowicie sfinansowała znana francuska filantropka Cécile Furtado-Heine.
7 listopada 2003 synagoga padła ofiarą aktu antysemityzmu – jej fasada została spryskana czerwoną farbą.
Została wzniesiona w stylu bizantyjskim, z pojedynczymi drzwiami z portalem oraz rozetą w centrum fasady, powyżej rzędu ozdobnie obramowanych półkolistych okien. Całość wieńczą Tablice Prawa oraz napis Będziesz kochał Przedwiecznego i Będziesz miłował bliźniego swego jak siebie samego w języku hebrajskim.
W Wersalu zachował się również cmentarz żydowski.